# Faustino Rayo
Faustino Rayo (falecido em 6 de agosto de 1875) foi o assassino do presidente do Equador Gabriel Garcia Moreno, que o matou a facão e com tiros de revólver disparados por mais três conspiradores, em 6 de agosto de 1875, em Quito, Equador . Garcia Moreno serviu duas vezes como presidente de seu país (1859-1865 e 1869-1875) e foi assassinado quase no início de seu terceiro mandato. O presidente era conhecido por suas opiniões conservadoras católicas romanas e por seu compromisso com a promoção dos campos da ciência e do ensino superior na América Latina.

Muitos liberais no Equador e em toda a América Latina odiavam García Moreno; quando foi eleito pela terceira vez em 1875, foi considerada sua sentença de morte. Antes de sua tentativa bem-sucedida, Rayo e seus camaradas tentaram várias vezes matar García Moreno. Após a eleição para um terceiro mandato, García Moreno escreveu imediatamente ao Papa Pio IX pedindo sua bênção antes de sua posse em 30 de agosto:
Desejo obter sua bênção antes desse dia, para que possa ter a força e a luz de que tanto preciso para ser até o fim um filho fiel de nosso Redentor e um servo leal e obediente de Seu Vigário Infalível. Agora que as Lojas Maçônicas dos países vizinhos, instigadas pela Alemanha, estão vomitando contra mim todos os tipos de insultos atrozes e calúnias horríveis, agora que as Lojas estão secretamente planejando meu assassinato, tenho mais necessidade do que nunca da proteção divina para que Posso viver e morrer em defesa de nossa santa religião e da amada república que mais uma vez fui chamado para governar.
Sua profecia estava correta; foi assassinado ao sair da Catedral de Quito, abatido com facas e revólveres, as últimas palavras escritas com o sangue de seu corpo foram: "¡Dios no muere!" ("Deus não morre!" ) Rayo, líder dos assassinos, o havia agredido com seis ou sete golpes de facão, e seus três conspiradores dispararam seus revólveres.